# 文化事業
文化事業（ぶんかじぎょう）文化に貢献するために行われる事業。

## 事業例
- 東方文化事業（対支文化事業）
- 銘顕文化事業
- 朝日新聞社#文化事業・社会福祉法人朝日新聞厚生文化事業団
- 奈良県#文化・スポーツ
- 東京放送ホールディングス#文化事業
- 日立製作所#文化事業
- エリザヴェータ (ロシア皇帝)
- BIPROGY#文化事業・社会貢献活動
- ベルリン日独センター#文化事業
- 両備グループ#文化事業
- キャタピラージャパン
- 北日本新聞#主催する文化事業
- 浜松市文化振興財団#実施する文化事業
- アッシュルバニパル#芸術と大衆文化
- 東急グループ#文化事業関連
- 家の光協会文化事業
- アサヒビール#文化事業・メセナ活動
- 栄光ゼミナール#教育ソリューション事業
- 神文王#文化事業
- トゥクルティ・ニヌルタ1世#文化事業
- 大阪日日新聞#概要
- 東京都交響楽団。1964年の東京オリンピックの記念文化事業として
- キッセイ薬品工業#イベント・文化事業
- 穴吹工務店
- 藤沢市民オペラ(財団法人藤沢市みらい創造財団芸術文化事業)
- 岡山・倉敷市連携文化事業
- 川崎歴史ガイド(歴史文化事業)
- 岩崎博物館（ゲーテ座, 学校法人岩崎学園文化事業)
- 池田文庫(地方文化事業)
- 志摩市志摩文化会館#実施する文化事業
- ジョン・レノン・ミュージアム (大成建設の文化事業として)
- 大塚国際美術館
- 神戸市風見鶏の館
- ロックフェラー財団などが行う国際的文化事業
- 日帝残滓(光復60周年記念文化事業)
- 私立図書館
- 大田区文化事業（話し方講座やアナウンス講座など）
- 旭川市大雪クリスタルホール自主文化事業
- 春日市ふれあい文化センター芸術文化事業
- 花相撲
- ゆうばり国際ファンタスティック映画祭
- おおさかカンヴァス推進事業

## 文化事業団体・組織例
- 三甲美術館美術館三法荘
- NPO法人MOA自然農法文化事業団
- 日本ユネスコ協会連盟教育文化事業部
- 財団法人信毎文化事業団
- DHC文化事業部
- 東京都埋蔵文化財センター
- 日本航空文化事業センター
- 佐世保地域文化事業財団
- 河合塾河合文化教育研究所
- 外務省文化事業部
- 日本の文化庁
- 香芝市#関連項目
- 河北文化事業団
- 日本テレビ放送網文化事業団
- トップシーン#文化事業部財団法人名古屋市文化事業団
- 富山市民文化事業団
- 青森市文化スポーツ振興公社
- 桐生市市民文化事業団
- 財団法人石川文化事業財団
- 財団法人東京都スポーツ文化事業団（旧 東京都生涯学習文化財団, 東京体育館など運営）
- NHK厚生文化事業団（社会福祉法人）
- 仙台市市民文化事業団（財団法人）
- テレビ朝日福祉文化事業団（社会福祉法人）
- 交詢社（各種文化事業に対する援助も）
- 財団法人やわた市民文化事業団
- 財団法人大垣市文化事業団
- 中華人民共和国文化部（文化事業を管轄）
- 岸和田文化事業協会